# JR소지지역
JR소지지역(일본어: JR総持寺駅, ジェイアールそうじじえき)은 오사카부 이바라키시에 있는 서일본 여객철도의 도카이도 본선(JR 교토 선) 상의 역이다.
역 번호는 JR-A40이다.

## 개요
셋쓰톤다역에서 약 1.7 km, 이바라키역에서 약 2.0 km 떨어진 성토 구간(후지텍 옛 본사 철거지 부근)에 설치된 역이다.
2011년 7월 29일, JR와 지자체 및 개발 사업자 간에 기본 협약이 체결되었다.
2012년 11월 29일에 착공, 2018년 3월 17일에 개업했다.

## 역사
- 2006년 4월 3일: 후지텍의 본사가 오사카부 이바라키시에서 시가현 히코네시로 이전.
- 2011년 7월 29일: JR와 지자체 및 개발 사업자 간에 새로운 역 설치 등에 관한 기본 협약 체결.
- 2012년 11월 29일: JR소지지 역(가칭) 건설 공사 개시.
- 2015년
  - 3월 21일: 신오사카・오사카・산노미야 방면의 하행 외측 선로 이전.
  - 4월 5일: 다카쓰키・교토 방면의 상행 외측 선로 이전.
- 2016년
  - 4월 19일: 신오사카・오사카・산노미야 방면의 하행 안쪽 선로 이전.
  - 5월 7일: 다카쓰키・교토 방면의 상행 선로 이전 및 선로 전환 공사가 완성되면서 역사 및 승강장 공사 시작.
- 2017년 8월 8일: JR 서일본이 역명을 "JR소지지 역"으로 결정.
- 2018년 3월 17일: 도카이도 본선(JR교토 선) 셋쓰톤다 ~ 이바라키 역 사이에 신설 개통.

## 역 구조
복복선의 안쪽 선에 섬식 승강장 1면 2선이 설치되었다. 역 설비는 둑 아래에 설치되어 있다. 애초부터 외측 선을 달리는 기차가 정차하지 않는 것을 전제로 하였으므로 안쪽 선에만 승강장이 설치되었다. 개업 당초부터 이중 미닫이식의 스크린도어가 설치되었다. 승강장 편성 수는 4량차 전용으로, 3량 차량은 비상시 양단 문에만 대응한다.
개찰 내 여객용 화장실(다목적 화장실 병설)과 계단, 에스컬레이터, 엘리베이터, 대합실이 설치되어 있다.
미도리 창구가 설치되지 않았고 미도리 매표기 플러스가 설치되어 있다.
역의 디자인 컨셉은 "거리와 거리, 사람과 사람, 때(역사)때(미래)를 잇는 새로운 역"이라고 밝혔다.

### 승강장
↑오사카・산노미야 방면

|| １２ || 

다카쓰키・교토 방면↓
| 번호 | 노선         | 방향 | 행선                            |
| ---- | ------------ | ---- | ------------------------------- |
| 1    | ● JR 교토 선 | 하행 | 신오사카・오사카・산노미야 방면 |
| 2    | ● JR 교토 선 | 상행 | 다카쓰키・교토 방면             |

## 역 주변
- 한큐전철 교토 본선 소지지 역(도보 7분)
- 소지지
- 오사카 유키오카 의료 대학
- 이바라키 시립 미시마 중학교
- 이바라키 시립 미시마 초등학교
- 이바라키 시립 쇼에이 초등학교
- 고쿠라쿠유 이바라키점

## 인접역
| 서일본 여객철도 ● 도카이도 본선 | 서일본 여객철도 ● 도카이도 본선 | 서일본 여객철도 ● 도카이도 본선 |
| ------------------------------- | ------------------------------- | ------------------------------- |
| JR-A39 셋쓰톤다 교토 방면       | ■ 보통                          | 이바라키 JR-A41 오사카 방면     |